# 3월 9일
3월 9일은 그레고리력으로 68번째(윤년일 경우 69번째) 날에 해당한다.

## 사건
- 기원전 141년 - 전한 한무제가 즉위하다.
- 1715년 - 포르투갈, 유트레히트 조약 인준해 스페인과 전쟁 종결.
- 1796년 - 나폴레옹 보나파르트, 파리 사교계 여왕 조제핀과 결혼.
- 1842년 - 주세페 베르디의 오페라 나부코 초연.
- 1862년 - 미국 남북전쟁, 북군 해군도 철갑선 모니터호를 동원하여 메리멕 호와 격전. 그러나 승부는 나지 않았음. 이 전투 후 세계는 목조 군함 대신 철갑선 건조에 나서게 됨.
- 1916년 - 제1차 세계 대전: 포르투갈 , 독일 제국에 선전포고.
- 1918년 - 러시아, 수도를 상트페테르부르크에서 모스크바로 이전.
- 1936년 - 히로타 고키가 일본의 총리가 되다.
- 1962년 - 대한민국, 해외이주법 공포.
- 1965년 - 대한민국, 이탈리아와 무역.문화협정 체결.
- 1977년
  - 지미 카터 미국 대통령, 주한 미군 중 지상군 단계적 철수 언명.
  - 미국, 자국민의 조선민주주의인민공화국 여행 제한 해제.
- 1979년 - 중화인민공화국, 미국의 AP 통신, UPI 통신 베이징 지국 개설 허가.
- 1989년 - 제1차 남북체육회담 판문점에서 열림
- 1990년 - 동베를린에서 동서독 통일 위한 공식 첫 예비회담 개최.
- 1996년 - 사회당의 조르제 삼파이오, 포르투갈 대통령에 취임.
- 1997년 - 몽골, 중국, 시베리아 지역에서 개기일식, 아시아, 알래스카 지역에선 부분일식이 관측됨.
- 1999년
  - 방콕주재 조선민주주의인민공화국 대사관 전 과학기술참사관 홍순경 일가, 조선민주주의인민공화국 공작원에 피랍도중 극적 탈출.
  - 모하마드 하타미 이란 대통령, 1979년 이란혁명 이후 최초로 서방국 이탈리아 방문.
- 2000년 - 독일 방문 김대중 대통령, 4개항의 대북제안 담은 베를린 선언 발표.
- 2001년 - 탈레반 정권이 두 번째 바미안 석불을 로켓탄으로 파괴하다.
- 2013년 - 경상북도

포항시내 야산 대형 산불 발생.
기상 관측 사상 전국 대부분 관측 지점 3월 상순 역대 최고 기온 기록
- 2014년 - 경상남도 진주시 인근에 축구공 크기의 운석이 낙하함.
- 2022년 - 대한민국 제20대 대통령 선거에서 윤석열 후보가 당선되다.

## 문화
- 1908년 - 이탈리아의 축구 클럽 FC 인테르나치오날레 밀라노 창단.
- 1972년 - 한국방송통신대학교 설립.
- 2013년 - KBS 2TV 주말 연속극 최고다 이순신 방영 시작
- 2016년 - 이세돌 9단과 인공지능 알파고와의 바둑 대결이 1주일간의 일정으로 시작되었다.
- 2017년 - 16-17 UEFA 챔피언스리그 16강 2차전에서 FC 바르셀로나가 파리 생제르맹을 상대로 6:1로 승리.

## 탄생
- 1345년 - 고려의 제34대 국왕 공양왕 (마지막 고려 국왕). (~1394년)
- 1454년 - 이탈리아의 탐험가 아메리고 베스푸치. (~1512년)
- 1568년 - 이탈리아의 예수회원, 로마 가톨릭교회 성인 알로이시오 곤자가. (~1591년)
- 1771년 - 헨리 클린턴. (~1829년)
- 1814년 - 우크라이나의 시인 타라스 셰우첸코. (~1861년)
- 1890년 - 구 소련의 정치인 뱌체슬라프 몰로토프. (~1986년)
- 1895년 - 대한민국의 정치인 백낙준. (~1985년)
- 1907년 - 루마니아의 작가이자 비교종교학자 미르체아 엘리아데. (~1986년)
- 1918년 - 미국의 소설가 미키 스필레인. (~2006년)
- 1919년 - 대한민국의 정치인 최인규. (~1961년)
- 1922년 - 대한민국의 건축가 김중업. (~1988년)
- 1925년 - 대한민국의 법의학자 문국진. (~2025년)
- 1930년 - 핀란드의 배우 타이나 엘그. (~2025년)
- 1931년 - 일본의 영화감독 시노다 마사히로. (~2025년)
- 1934년 - 소련의 우주 비행사 유리 가가린. (~1968년)
- 1936년 - 대한민국의 공무원 김광섭. (~1987년)
- 1941년 - 대한민국의 정치인 김덕규. (~2020년)
- 1943년
  - 영국의 기자 앤드루 제닝스. (~2022년)
  - 미국의 체스 선수 보비 피셔. (~2008년)
- 1946년
  - 대한민국의 가수 윤복희.
  - 독일의 축구 선수 베른트 횔첸바인. (~2024년)
- 1951년 - 인도의 음악가 자키르 후세인. (~2024년)
- 1954년
  - 대한민국의 정치인 김충환.
  - 프랑스의 기업인 카를로스 곤.
  - 일본의 외교관 이노마타 히로시.
- 1955년 - 이탈리아의 배우 오르넬라 무티.
- 1956년 - 대한민국의 배우 유지인.
- 1958년 - 대한민국의 정치인 김재윤. (~2024년)
- 1959년 - 일본의 물리학자·천문학자 가지타 다카아키.
- 1961년 - 대한민국의 전 야구 선수 김광림.
- 1962년 - 대한민국의 기업인 박정원.
- 1963년 - 캐나다의 영화 감독, 각본가, 편집자 장마르크 발레. (~2021년)
- 1964년
  - 프랑스의 영화 배우 쥘리에트 비노슈.
  - 독일의 축구 심판 헤르베르트 판델.
- 1966년 - 대한민국의 배우 차건우.
- 1968년
  - 프랑스의 전 축구 선수 유리 조르카에프.
  - 우루과이의 축구 심판 호르헤 라리온다.
- 1969년
  - 대한민국의 기업인 공윤성.
  - 미국의 앵커, 사회자, 변호사 킴벌리 길포일.
- 1970년 - 대한민국의 배우 윤제문.
- 1971년
  - 대한민국의 야구 코치 성영재.
  - 대한민국의 희극인 김성규.
- 1972년
  - 중화인민공화국의 방송인 하이샤.
  - 나이지리아의 축구 선수 아지바데 바바라데. (~2020년)
- 1973년 - 미국의 야구 선수 크리스 니코스키.
- 1974년 - 일본의 성우 스기야마 노리아키.
- 1975년
  - 네덜란드의 축구 선수 로이 마카이.
  - 대한민국의 축구 선수, 축구 감독 백승철.
  - 러시아의 레슬링 선수 알렉세이 글루시코프.
  - 아르헨티나의 축구 선수 후안 세바스티안 베론.
- 1977년 - 대한민국의 배우 조서연.
- 1978년
  - 대한민국의 아나운서 최인희.
  - 오스트레일리아의 축구 선수 루커스 닐.
- 1979년
  - 미국의 배우 오스카 아이작.
  - 미국의 프로레슬링 선수 멜리나 페레즈.
- 1980년
  - 대한민국의 야구 선수 권오준.
  - 미국의 배우 매슈 그레이 구블러.
  - 일본의 성우 오키츠 카즈유키.
- 1981년
  - 대한민국의 전 가수 이은주.
  - 중화인민공화국의 펜싱 선수 리나.
- 1982년 - 대한민국의 베이시스트 신준기.
- 1983년
  - 대한민국의 배우 이은형.
  - 미국의 축구 선수 클린트 뎀프시.
- 1984년 - 대한민국의 래퍼 사이먼 도미닉 (슈프림 팀).
- 1985년 - 대한민국의 유튜버 JM.
- 1986년
  - 대한민국의 가수 박군.
  - 미국의 배우 브리트니 스노.
  - 우즈베키스탄의 역도 선수 이반 예프레모프.
- 1987년
  - 대한민국의 야구 선수 이창호.
  - 대한민국의 야구 선수 김성현.
- 1988년
  - 대한민국의 야구 선수 이희성.
  - 대한민국의 배우 최준영.
  - 대한민국의 배우 한진희.
- 1989년
  - 대한민국의 가수 태연 (소녀시대).
  - 일본의 배우 치바 유다이.
- 1990년
  - 대한민국의 배우 정연주.
  - 네덜란드의 축구 선수 데일리 블린트.
- 1991년
  - 대한민국의 가수 주영.
  - 대한민국의 배우 박유환.
- 1992년 - 대한민국의 축구 선수 김종필.
- 1993년
  - 대한민국의 래퍼 슈가 (방탄소년단).
  - 대한민국의 국악인 고영열.
  - 대한민국의 전 리그 오브 레전드 프로게이머 세라프.
  - 일본의 축구 선수 이토 준야.
  - 그리스의 축구 선수 조지 볼독. (~2024년)
- 1994년 - 대한민국의 쇼트트랙 선수 최지현.
- 1995년
  - 아르헨티나의 축구 선수 앙헬 코레아.
  - 필리핀의 배우, 가수 벨 바리아.
  - 이탈리아의 축구 선수 스테파노 스투라로.
- 1996년
  - 대한민국의 가수 릴파.
  - 일본 태생 대한민국의 권투 선수 이건태.
  - 폴란드의 육상 선수 마리아 안드레이치크.
- 1997년 - 브라질의 축구 선수 구스타부 쿠스토지우.
- 1998년 - 대한민국의 가수 수진 ((여자)아이들).
- 1999년
  - 대한민국의 가수 주학년 (더보이즈).
  - 대한민국의 축구 선수 최정훈.
- 2000년 - 대한민국의 가수 활 (더보이즈).
- 2001년
  - 캐나다의 가수 전소미 (아이오아이).
  - 대한민국의 가수 나나.
  - 대한민국의 축구 선수 이재욱.
- 2002년 - 앙골라의 축구 선수 지투 루붐부.
- 2003년 - 미국의 체조 선수 수니사 리.
- 2004년 - 대한민국의 배우 유은미.
- 2006년 - 대한민국의 배우 이도연.
- 2018년 - 스웨덴의 공주 마들렌과 남편 크리스 오닐의 차녀(삼남매 중 셋째) 아드리엔 조세핀 엘리스.

### 미상
- 대한민국의 가수 벨라.

## 사망
- 1661년 - 이탈리아 출신의 추기경, 정치인 쥘 마자랭. (1602년~)
- 1847년 - 영국의 화석 수집상고생물학자 메리 애닝. (1799년~)
- 1888년 - 프로이센의 국왕 겸 독일의 제2제국 초대 황제 빌헬름 1세. (1797년~)
- 1895년 - 오스트리아의 작가, 소설가 레오폴트 폰 자허마조흐. (1836년~)
- 1947년 - 대한민국의 독립운동가, 정치인 권동진. (1858년~)
- 1952년 - 러시아와 소비에트 연방의 페미니스트, 소설가, 외교관 알렉산드라 콜론타이. (1872년~)
- 1981년 - 독일의 생물학자 막스 델브뤼크. (1906년~)
- 1984년
  - 북한의 군인, 정치인 김일. (1910년~)
  - 영국의 작곡가 이모겐 홀스트. (1907년~)
- 1992년 - 이스라엘의 정치인 메나헴 베긴. (1913년~)
- 1997년
  - 미국 힙합의 전설, 래퍼  노토리어스 B.I.G.. (1972년~)
  - 미국의 정치인 존 S. 매키어넌. (1911년~)
- 2002년 - 대한민국의 승려 중광. (1934년~)
- 2018년
  - 대한민국의 배드민턴 선수 정재성. (1982년~)
  - 대한민국의 배우 조민기. (1965년~)
- 2019년
  - 대한민국의 목사, 사회운동가 문동환. (1921년~)
  - 대한민국의 권투 선수 허영모. (1965년~)
- 2020년
  - 대한민국의 광역의회의원, 정치인 이차수. (1957년~)
  - 이탈리아의 자전거 선수 이탈로 데 잔. (1925년~)
- 2021년
  - 영국의 물리학자 존 폴킹혼. (1930년~)
  - 미국의 음악가 제임스 리바인. (1943년~)
  - 남아프리카 공화국의 영화배우 클리프 사이먼. (1962년~)
- 2023년
  - 미국의 영화배우 로버트 블레이크. (1933년~)
  - 일본의 대식가 스가와라 하쓰요. (1963년~)
- 2024년 - 대한민국의 정치인 유천호. (1951년~)
- 2025년
  - 일본의 체조선수 나카야마 아키노리. (1943년~)
  - 독일의 영화배우 한스 피터 코르프. (1942년~)

## 같이 보기
- 전날: 3월 8일 다음날: 3월 10일 - 전달: 2월 9일 다음달: 4월 9일
- 음력: 3월 9일
- 모두 보기